# 大泊郡

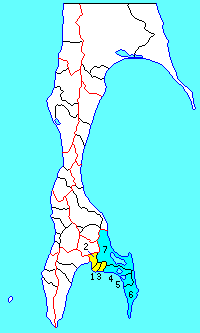
樺太・大泊郡の位置（1.大泊町 2.千歳村 3.深海村 4.長浜村 5.遠淵村 6.知床村 7.富内村 水色：後に他郡から編入された地域）

大泊郡（おおとまりぐん）は、日本の領有下において樺太に存在した郡。
以下の1町6村を含んだ。
- 大泊町
- 千歳村
- 深海村
- 長浜村
- 遠淵村
- 知床村
- 富内村

## 郡域
1915年（大正4年）に行政区画として発足した当時の郡域は、上記のうち大泊町、千歳村、深海村の1町2村の区域に相当する。

## 歴史

### 先史時代
旧石器時代の遺物では、紋別郡白滝産黒曜石製の石刃が、深海村大字女麗字女麗から出土しており、当時の北海道との交流の様子がうかがえる。

### 古代
大泊郡域では、古墳時代前期まで続縄文文化に属するアニワ文化（遠淵式）が、その後樺太で興った鈴谷文化が4世紀末まで続いた。千歳村大字貝塚字北貝塚18番地にある鈴谷北貝塚などから鈴谷式土器も出土しており、ここが土器の名称の由来となっている。
5世紀ころからは粛慎とされるオホーツク文化が栄えた。粛慎は『続日本紀』の記述のほか、飛鳥時代に阿倍比羅夫と交戦したことが『日本書紀』に見える。また、比羅夫と粛慎の交戦地を樺太に比定する説もある。8世紀以降、樺太南部で用いられた南貝塚式土器の名称は、千歳村大字貝塚字南貝塚にある南貝塚遺跡に由来。オホーツク人たちは、擦文文化進出とともに樺太南部から駆逐された。
平安時代中期（11世紀）までに、交易品として本州方面で需要の増したワシ羽や海獣皮を求め擦文文化の担い手が進出。続縄文人や擦文文化の担い手は、アイヌの祖先にあたる。当時、和人社会では武士が台頭し始めており、安倍氏や奥州藤原氏をはじめとする奥羽の豪族を経由し、矢羽や甲冑などの材料として樺太で産するオオワシ羽やアザラシ皮が全国各地に流通していった。以降、和人社会との流通の増大が、アイヌ文化成立の契機になったとみられる。

### 中世
中世の文献『諏訪大明神絵詞』によると、唐子と呼ばれる蝦夷（アイヌ）は後の西蝦夷地に相当する北海道日本海側や北海岸および樺太に居住していた。鎌倉時代以降、蝦夷管領・安東氏が彼らを統括。蝦夷社会で騒乱が起こるとこれを鎮めるため、安東氏は津軽から出兵したという。安東氏は安藤水軍と呼ばれる武装船団を率いて活動し、十三湊を拠点にかなり広範囲に及んでおり（『廻船式目』）、室町期には関東御免船が和産物を蝦夷社会へ供給し、北方産品を大量に仕入れ全国に出荷していたという（『十三往来』）。応永年間になると、室町幕府直属であった安東氏は「北海の夷狄動乱」を平定し、日之本将軍と称した。
中世の大泊郡域の住民たちもまた、生活物資を入手するため地元の産品を持参し、十三湊や後の和人地に相当する渡党の領域まで赴いた（城下交易も参照）。こうして平安末期から中世にかけて、和人社会から大量の物資が流入しアイヌ文化が確立していった。室町時代には、唐子の乙名が安東氏の代官、武田信広に銅雀台瓦硯を献じその配下になったという（『福山秘府』）。

### 近世
江戸時代になると、西蝦夷地に属し慶長8年（1603年）宗谷に置かれた役宅が樺太を管轄、1679年（延宝7年）松前藩の穴陣屋が久春古丹（大泊町楠渓）に設けられ、日本の漁場としての開拓が始まる。貞享2年（1685年）になると 宗谷場所に含まれた。以降、住民の樺太アイヌたちは和人地まで赴く必要はなくなった。宝暦2年（1752年）ころシラヌシ（本斗郡好仁村白主）にて交易が始まり、クシュンコタン（大泊町楠渓町）などで漁場が開設された。安永元年（1772年）、藩主松前資広の命を受けて村山伝兵衛が渡樺し、食料などをアイヌに贈り漁法を伝えた。また、安永6年（1778年）には新井田隆助がアイヌを介抱した。寛政2年（1790年）松前藩が樺太商場（場所）を設置、場所請負人は阿部屋村山家。幕府は勤番所を置く。藩の出先機関や交易の中心としての機能を備えた運上屋が、南端の本斗郡好仁村白主やクシュンコタンに置かれ、撫育政策としてオムシャなども行われた。当時の地方行政の詳細については、場所請負制成立後の行政および江戸時代の日本の人口統計も参照。その後、場所請負人は、寛政8年から大阪商人・小山屋権兵衛と藩士・板垣豊四郎、翌9年からは板垣豊四郎が単独となる。寛政12年（1800年）松前藩、カラフト場所を直営とし、藩士・高橋荘四郎と目谷安二郎が管理、兵庫商人・柴屋長太夫が仕入れを請負った。
オロッコ交易
敷香郡域の幌内川流域以北に住む、ヲロッコやニクブンとの間でおこなわれるオロッコ交易は、クシュンコタンに運上屋が置かれるまで、栄浜郡域の魯礼や内淵が交易地となっていた。その後、山丹交易改革まではクシュンコタン（大泊町楠渓町）で行われた。

#### 第一次幕領期
文化露寇
文化3-4年（1806年-1807年）発生した文化露寇では、ヲフイトマリ(大泊町雄吠泊)やクシュンコタン（大泊町楠渓町）が二度にわたりロシア人の襲撃を受け、アイヌの子供をはじめ複数の人々が拉致され略奪や放火も行われた。この事件を受け、西蝦夷地が上知され、これに含まれる樺太も松前奉行の管轄する公議御料（幕府直轄領）となった（1821年まで、第一次幕領期）。このときの樺太場所請負人は柴屋長太夫。
山丹交易改革
松田伝十郎の改革後、山丹交易は幕府直営とし幕吏立会いのもと白主会所のみで行われるようになる。このとき山丹人に期限を伝え、蝦夷（アイヌ）の支払えない負債を幕府が立替え救済措置を講じている。それまでクシュンコタン（大泊町楠渓町）の運上屋にはオロッコたちも姿を見せ交易していたが、以後、シラヌシ（本斗郡好仁村白主）で交易することとなった。
奥羽諸藩の樺太警固
文化5年には、幕命を受けた会津藩が樺太警固をおこない、樺太検分のため、間宮林蔵も渡樺。林蔵は、クシュンコタン（大泊町楠渓町）、ホロアントマリ(大泊町栄町)に立ち寄った後、東のホラブニ(ホフラニ、長浜郡長浜村洞船)方面に向かった。
文化6年(1809年)西蝦夷地から樺太が分立、この年から交代した津軽藩がクシュンコタン（大泊町楠渓町）に出張陣屋を築き樺太警固を担当した。
場所請負人に栖原屋就任
栖原家は伊達家と共同で北蝦夷地(文化6年6月、唐太から改称)場所を請負い、幕命により樺太の久春古丹(大泊町楠渓)～宗谷間に定期航路を開設し500 石以上の帆船2艘が就航、松前と陸奥三厩の間にも定期航路を開設した。さらに、陸上交通では亜庭湾岸にヒシヤサン(留多加郡能登呂村毘沙讃)をはじめ、七か所に通行屋（即ち旅宿所）を設けていた。また、西蝦夷地から分立当時の漁場の状況については北海道におけるニシン漁史も参照されたい。当時、肥料として需要の高い搾粕を樺太でも生産し、商品作物栽培や新田開発が盛んな本州方面へ出荷していた。大泊郡域においても、ハツコトマリ(母子泊、函泊、山下町)などに鰊釜が敷設されていた。
○アニワ湾漁場（西方より順次記載）文化6年(1809年)栖原家七代角兵衛信義時代の漁場名
- 千歳村 - シュシュヤ(貝塚)、トマリオンナイ(古江、三ノ沢)、チナイボ(杜門、二ノ沢)、ウシュンナイ(一ノ沢の北)、ウンラ(雲羅、一ノ沢)
- 大泊町 - ハツコトマリ(母子泊、山下町)、クシュンコタン（運上屋勤番所等の所在地で大泊町楠渓町）、ホロアントマリ(栄町)、ヲフイトマリ(雄吠泊)
- 深海村 - ユウトタンナイ(勇度丹)

#### 松前藩復領期
文政4年（1821年）松前藩領に復した。復領後、弘化3年と安政3年（1856年）に松浦武四郎が訪れた。安政3年は箱館奉行所の支配組頭・向山源太夫に同行。
嘉永7年（1854年）刊行の『鈴木重尚 松浦武四郎 唐太日記』に、弘化3年当時の状況の一部が記載されている。
- 大泊町
  - クシュンコタン（久春古丹、楠渓町） - 運上屋元、蔵数棟、弁天社。大きい船が何艘でも平気で停泊できる。乙名はイツポング
  - バッコトマリ(母子泊、山下町)、ポロアントマリ（栄町） - 番屋や蔵
- 千歳村
  - ウンラ（雲羅、千歳村一ノ沢） - 番屋
  - ウシエンナイ（牛運内） - 稲荷の社、アイヌの家3軒。
  - エントモヲロ・・・アイヌの家2軒
  - トマリオンナイ（千歳村三ノ沢） - アイヌの家3軒
  - チナイボ（千歳村二ノ沢） - 場所支配人・清水平三郎の持小屋、炭焼き小屋。一反歩余りの畑、ダイコン、ニンジン、ゴボウ、チサなど栽培
  - シュシュヤ（貝塚） - アイヌの家8軒

弘化3年、武四郎は本道（大泊中知床岬線の前身）で長浜方面へ向かった後、トンナイチャ越えで東浦（東岸）に抜けている。
北蝦夷餘誌（安政3年、1856年の状況の一部）
- 大泊町
  - クシュンコタン - 勤番所、アイヌの家4軒。役土人[24]に惣乙名・ヘンカクリや惣小使・ツクニウらの名が見える。

幕末の状況について、「北海道歴検図」のカラフトの部分の絵図と松浦武四郎の「北蝦夷山川地理取調図」等によると、クシュンコタン(大泊町楠渓町)の3カ所に会所と役宅が描かれ、安政4年(1857)までは、会所・運上屋に役人が居住し人数が増加したため、クシュンコタンに2練の役宅を新設、安政5年8月に完成した。また、箱館奉行はオランダ式のストーブを作成、安政3年の冬、クシュンコタンに鉄製のストーブが7 器配置されたが、新築した越年用の家屋は室内が暖かく、結局西浦のクシュンナイ(久春内郡久春内村)に4機、東浦のマーヌイ（栄浜郡白縫村真縫）に3機が送られた。軍事施設では、クシュンコタンに大砲4基が設置された台場1カ所のみ存在。
亜庭湾沿岸部では新場西能登呂岬線、大泊国境線（シュシュヤ越）、大泊中知床岬線（本道）の前身に相当する道が通じ、通行屋・小休所では、「通行屋」8カ所と、その途中に「小休所」3カ所が存在。松浦武四郎は、弘化3年にエンルヲロ（千歳）とクシュンコタン(大泊町楠渓町)、幕吏として訪れた安政3年はクシュンコタンに宿泊。
幕末当時の宗教施設や漁場については下記のとおり。
- アニワ湾岸の神社[28][29]（西方より順次記載）
- 千歳村 - 泊恩内(三ノ沢)○（社名不明）、ウシユナイ・牛運内(一ノ沢の北)弁天社、ウンラ・雲羅(一ノ沢)弁天社
- 大泊町 - クシュンコタン（運上屋勤番所等の所在地で大泊町楠渓町）弁天社・竜神・金比羅社・稲荷の社・金勢の社など6社、ホロアントマリ(栄町)弁天社、エントモカヲマナイ(円留)、ヲフヱ（ユ）トマリ・小冬泊・オホヘドマリ(雄吠泊)弁天社
クシュンコタンには宗谷の厳島神社の分社[30]も鎮座していた。数ある神社の中でも、弁天社は、あかがねの鳥居が美しかったという。

○アニワ湾漁場（西方より順次記載）慶応3年12月 栖原家十代寧幹時代の樺太漁場
- 千歳村 - トマリオンナイ(三ノ沢)、ウシュンナイ(一ノ沢の北)、ウンラ(一ノ沢)
ウンラには番屋(漁番屋)が存在。
- 大泊町 - ハツコトマリ(母子泊、函泊、山下町)、クシュンコタン（楠渓町）、ホロアントマリ(栄町)、ヲフイトマリ(雄吠泊)
- 深海村 - ユウトタンナイ(勇度丹)

#### 幕末の樺太警固（第二次幕領期）
安政2年（1855年）日露和親条約で国境交渉が未確定のまま棚上げ先送りとされ、樺太を含む蝦夷地が再び公議御料となり、大泊郡域（楠渓領、領の項も参照）は秋田藩がクシュンコタン（大泊町楠渓町）に出張陣屋を築き樺太警固を行った。冬季は漁場の番屋に詰める番人を足軽とし、武装化して警固を行った。万延元年（1860年）樺太警固は仙台・会津・秋田・庄内の4藩となり、文久元年（1861年）ころ各藩は通年警固を試みるも、仙台藩の守備中多くの死傷者が出たため、各藩の警固は夏季のみに戻された。文久3年（1863年）以降は仙台・秋田・庄内の3藩体制となる。慶応3年（1867年）樺太雑居条約で樺太全島が日露雑居地とされた。

### 大政奉還後
大政奉還後の慶応4年（1868年）4月12日、箱館裁判所(閏4月24日に箱館府と改称)の管轄となり、6月末、岡本監輔、箱館府の行政官としてクシュンコタン(大泊町楠渓)に着任し公議所(裁判所)を置いた。
亜庭湾岸のベシャニ(小実、長浜)、東浦の東トンナイ(富内)・栄浜(もとシュシュウシナイ)・シララオロ(白浦)、西浦のシラヌシ(白主)・西トンナイ(真岡)・クシュンナイ(久春内)・ウショロ(鵜城)の八箇所に官員を派遣し、王政復古を布告して出張所を設けた。明治2年（1869年）北蝦夷地を樺太州（国）と改称。開拓使直轄領となった。この年、丸山作楽と谷元道之が樺太出張の命を受け着任。明治3年（1870年）樺太開拓使領となったが、明治4年（1871年）開拓使直轄領に復した。同年8月29日、廃藩置県を迎える。
開拓使は樺太の治安の維持のため、明治5年青森県出身の羅卒(巡査)10名を樺太に派遣。翌年の函泊出火を受け、荘内出身の旧士族の羅卒16人を増派したが、その目的は主にロシア兵や逃亡したロシア徒刑囚の暴行への対処だったという。羅卒たちは全員クシュンコタンに駐在し、ススヤ（千歳村貝塚）からポロアントマリ（大泊町栄町）までの区域を昼夜巡回。しかし武器は警棒のみであり被傷事件も発生。立田革が樺太問題の対応に当たった。このころ行われた文明開化期の事象としては、神仏分離令、壬申戸籍編製、散髪脱刀令、平民苗字必称義務令公布などが挙げられる。アイヌは百姓身分だったため、平民となった。明治8年（1875年）、樺太千島交換条約によりロシア領とされた。これにともない、経営困難となった栖原家が樺太から撤退。雇用関係にあったアイヌを中心に日本国籍を選択、シュシュヤやポロアントマリから北海道に移住する者がいた。一方、残留を選択したアイヌも、職や生活手段を失い困窮した。ただし、同条約第六款において、オホーツク海及びカムチャツカ半島周辺で日本人の漁業権が認められており、露領時代の大泊郡域沿岸は亜庭湾漁区の範囲に含まれた。

### ロシアの侵出とロシア領時代
幕末の1853年（嘉永6年）秋、ネヴェリスコイは久春古丹にムラヴィヨフ哨所（砦）を築き、樺太全島の領有を宣言したクシュンコタン占拠事件が発生（ロシア軍艦対馬占領事件や帝国主義・南下政策も参照）。この事件がロシアの南樺太侵出の嚆矢である。しかし、1854年（嘉永7年）5月18日クリミア戦争の影響のため、ロシア船4隻が来航し駐留のロシア兵を乗せ、わずか8か月ほどでクシュンコタン（久春古丹）から撤収。
1867年の樺太雑居条約で樺太全島が日露雑居地とされた後、クシュンコタン占拠事件から15年後の明治2年1869年6月24日、日本の本拠地クシュンコタンの北隣・ハツコトマリ(函泊)に50人ほどのロシア兵が上陸、日本側の抗議を無視し陣営の構築を開始（函泊進駐）。この年以降、ロシアは流刑囚男女120人を皮切りに囚人を送り込み始めた。明治5年(1872年)東シベリア第4正規大隊の本部がトーフツ(長浜郡遠淵)から函泊に移転、ロシア軍の拠点コルサコフ哨所が作られた。そこには歩兵3個中隊と山砲1個小隊約640名が駐屯するようになる。その後、翌年の函泊出火事件をはじめ、建造物侵入や窃盗、殺人事件などが発生し、治安は悪化していった。
1875年の樺太千島交換条約締結後、ロシア領時代の1890年（明治23年）、作家のアントン・チェーホフが、流刑地となっていた樺太を調査。主に漁業を営む現地の日本人島民とも交流。彼は後に報告記「サハリン島」を執筆した。

### 日本領復帰後
- 1904年（明治37年）8月20日 - 日露戦争・宗谷沖海戦。日本海軍の巡洋艦「千歳」及び「対馬」が、大泊沖にてロシア帝国海軍巡洋艦ノヴィークを撃破。ノヴィークは後に引揚げられ、日本海軍の通報艦鈴谷となった。
- 1905年（明治38年）
  - 7月 - 日露戦争・樺太の戦いで、日本軍第13師団が占領。7日、南部樺太攻略軍が深海村女麗（めれい）に上陸。ロシア軍、神楽岡から日本軍掃海艇に砲撃すると同時に大泊市街地に放火し逃走。8日朝、日本軍、楠渓占領。31日、在樺太ロシア軍降伏。
  - 8月1日 - 軍政が敷かれ、南樺太に4つの軍政署を開設。大泊郡域は第一仮軍政区の管轄となる。軍政区署はコルサコフ（大泊町）。
  - 8月8日 - 日本軍、千歳村貝塚にてロシア軍残党の貝塚砲台占領。
  - 8月21日 - 在留ロシア人の第一回送還。731名を71組に分け、輸送可能な財産とともに沿海州デカストリ港に輸送。ロシア人の残留財産処分は、官吏立会いのもと厳正かつ公正に行われた。
  - 8月28日 - 内務省下樺太民政署コルサコフ支所の管轄となる。
  - 8月30日 - 在留ロシア人の第二回送還。送還人員は189名。
  - 9月1日 - 日露休戦条約を締結。
  - 9月4日 - 樺太民政署本署、大泊に移転。クシュンコタン（大泊町楠渓）支所大泊出張所の管轄となる。
  - 9月5日 - ポーツマス条約締結により日本領に復帰。
- 1907年（明治40年）3月14日 - 内務省の下部組織樺太庁発足、コルサコフ支庁の管轄となる。
- 1908年（明治41年）
  - 4月 - 管轄支庁を大泊支庁に改称。
  - 8月 - 樺太庁、大泊町楠渓から豊原郡豊原町に移転。
- 1909年（明治42年） - 大泊支庁下に大泊出張所設置。樺太庁令で、「部落総代規定」を制定。主要集落に町村長に相当する総代を置き、行政事務をおこなうこととした。
- 1913年（大正2年） - 大泊出張所廃止。

### 郡発足以降の沿革
- 1915年（大正4年）6月26日 - 「樺太ノ郡町村編制ニ関スル件」（大正4年勅令第101号）の施行により、行政区画として大泊郡が発足。発足時は大泊町、千歳村、深海村が所属。大泊支庁が管轄。（1町2村）
- 1918年（大正7年） - 共通法（大正7年法律第39号）（大正7年4月17日施行）1条2項で、樺太を内地に含むと規定[38]され、終戦まで基本的に国内法が適用されることとなった。
- 1922年（大正11年） 4月1日 - 「樺太ノ地方制度ニ関スル法律」（大正10年4月8日法律第47号）と、その細則「樺太町村制」（大正11年1月23日勅令第8号）を同時に施行。「部落総代規定」廃止。
- 1929年（昭和4年）7月1日 - 樺太町村制の施行により、大泊町（一級町村）、千歳村、深海村（二級町村）が発足。（1町2村）
- 1942年（昭和17年）11月
  - 長浜郡を合併。長浜村、遠淵村、知床村、富内村（二級町村）が本郡の管轄となる。（1町6村）
  - 管轄支庁が豊原支庁に変更。
- 1943年（昭和18年）
  - 4月1日 - 「樺太ニ施行スル法律ノ特例ニ関スル件」（大正9年勅令第124号）が廃止され、内地編入。
  - 6月1日 - 樺太町村制が廃止され、樺太で町村制が施行される。二級町村は指定町村となる。
- 1945年（昭和20年）8月22日 - 日ソ中立条約を破棄したソ連軍の樺太侵攻および三船殉難事件後、ソビエト連邦により占拠される。
- 1949年（昭和24年）6月1日 - 国家行政組織法の施行のため法的に樺太庁が廃止。同日大泊郡消滅。